# Ascoli Calcio 1898 1978-1979
Questa voce raccoglie le informazioni riguardanti l'Ascoli Calcio 1898 nelle competizioni ufficiali della stagione 1978-1979.

## Stagione
Nella sua terza partecipazione nella massima serie l'Ascoli di Antonio Renna ha ottenuto una tranquilla salvezza, sancita nell'ultima giornata del torneo dal pareggio (0-0) nell'incontro interno con una Roma già salva. 
Di scarso rilievo la prestazione della squadra in Coppa Italia, dalla quale l'Ascoli uscì dopo aver ottenuto un solo punto nel girone eliminatorio.

## Divise
Primo sponsor tecnico per l'Ascoli nella stagione 1978-79, il marchio inglese Admiral.
| Casa |

## Organigramma societario
Area direttiva
- Presidente: Costantino Rozzi

Area organizzativa
- Segretario: Leo Armillei

Area tecnica
- Allenatore: Antonio Renna
- Allenatore in seconda: Aldo Sensibile

Area sanitaria
- Medici sociali: Orlando Bolla
- Massaggiatori: Guido Ribolzi

## Rosa
| N. |                   | Ruolo | Calciatore          |
| -- | ----------------- | ----- | ------------------- |
|    | Italia (bandiera) | P     | Felice Pulici       |
|    | Italia (bandiera) | P     | Fabio Brini         |
|    | Italia (bandiera) | D     | Francesco Scorsa    |
|    | Italia (bandiera) | D     | Gaetano Legnaro (I) |
|    | Italia (bandiera) | D     | Eugenio Perico      |
|    | Italia (bandiera) | D     | Angiolino Gasparini |
|    | Italia (bandiera) | D     | Donato Anzivino     |
|    | Italia (bandiera) | D     | Giuseppe Marozzi    |
|    | Italia (bandiera) | D     | Giuliano Castoldi   |
|    | Italia (bandiera) | D     | Gilberto Mancini    |

| N. |                   | Ruolo | Calciatore              |
| -- | ----------------- | ----- | ----------------------- |
|    | Italia (bandiera) | D     | Gian Luca Cesaro        |
|    | Italia (bandiera) | C     | Gianfranco Bellotto     |
|    | Italia (bandiera) | C     | Adelio Moro (Capitano)  |
|    | Italia (bandiera) | C     | Danilo Pileggi          |
|    | Italia (bandiera) | C     | Giovanni Roccotelli     |
|    | Italia (bandiera) | C     | Carlo Trevisanello (II) |
|    | Italia (bandiera) | A     | Pietro Anastasi         |
|    | Italia (bandiera) | A     | Claudio Ambu            |
|    | Italia (bandiera) | A     | Giovanni Quadri         |
|    | Italia (bandiera) | C     | Fausto Landini (II)     |

## Risultati

### Serie A

#### Andata
| Arbitro: | Tonolini (Milano) |

|                                  |           |         |
| C. Pellegrini 20’ G. Savoldi 89’ | Marcatori | 8’ Ambu |

| Arbitro: | Menicucci (Firenze) |

|                          |           |                             |
| A. Moro 40’ Anastasi 55’ | Marcatori | 70’ Maselli 75’ F. Vincenzi |

| Milano 15 ottobre 1978 3ª giornata | Milan            | 0 – 0 | Ascoli | Stadio San Siro\| Arbitro: \| D'Elia (Salerno) \| |
| Arbitro:                           | D'Elia (Salerno) |       |        |                                                   |

| Arbitro: | Casarin (Milano) |

|                                               |           |  |
| A. Moro 54’ (rig.) Danova 59’ (aut.) Ambu 64’ | Marcatori |  |

| Arbitro: | Lanese (Messina) |

|                         |           |                               |
| Calloni 61’ (rig.), 76’ | Marcatori | 48’, 59’, 65’ C. Trevisanello |

| Ascoli Piceno 5 novembre 1978 6ª giornata | Ascoli           | 0 – 0 | Lazio | Stadio Cino e Lillo Del Duca\| Arbitro: \| Terpin (Trieste) \| |
| Arbitro:                                  | Terpin (Trieste) |       |       |                                                                |

| Arbitro: | Ciulli (Roma) |

|                                |           |  |
| W. Speggiorin 5’ Dal Fiume 60’ | Marcatori |  |

| Arbitro: | Bergamo (Livorno) |

|             |           |           |
| A. Moro 85’ | Marcatori | 30’ Orazi |

| Arbitro: | Milan (Treviso) |

|                |           |  |
| Boninsegna 28’ | Marcatori |  |

| Arbitro: | Redini (Pisa) |

|             |           |                         |
| A. Moro 26’ | Marcatori | 39’ Pasinato 50’ Muraro |

| Arbitro: | Menegali (Roma) |

|              |           |  |
| Anzivino 61’ | Marcatori |  |

| Arbitro: | Casarin (Milano) |

|                                       |           |              |
| Mario Piga 65’ De Ponti 74’ Massa 77’ | Marcatori | 57’ Anastasi |

| Arbitro: | Tonolini (Milano) |

|              |           |              |
| P. Rossi 19’ | Marcatori | 23’ Anastasi |

| Arbitro: | Benedetti (Roma) |

|                         |           |          |
| Quadri 34’ Bellotto 85’ | Marcatori | 6’ Sella |

| Arbitro: | Lapi (Firenze) |

|                   |           |  |
| Di Bartolomei 82’ | Marcatori |  |

#### Ritorno
| Ascoli Piceno 28 gennaio 1979 16ª giornata | Ascoli                 | 0 – 0 | Napoli | Stadio Cino e Lillo Del Duca\| Arbitro: \| G. Panzino (Catanzaro) \| |
| Arbitro:                                   | G. Panzino (Catanzaro) |       |        |                                                                      |

| Bologna 4 febbraio 1979 17ª giornata | Bologna        | 0 – 0 | Ascoli | Stadio Comunale\| Arbitro: \| Pieri (Genova) \| |
| Arbitro:                             | Pieri (Genova) |       |        |                                                 |

| Arbitro: | Ciulli (Roma) |

|  |           |                |
|  | Marcatori | 30’ A. Maldera |

| Arbitro: | Michelotti (Parma) |

|                                         |           |            |
| F. Graziani 43’ P. Pulici 51’ Greco 75’ | Marcatori | 54’ Quadri |

| Arbitro: | Lops (Torino) |

|            |           |  |
| Perico 87’ | Marcatori |  |

| Arbitro: | Lo Bello (Siracusa) |

|                                 |           |            |
| Ammoniaci 42’ Giordano 56’, 62’ | Marcatori | 25’ Quadri |

| Ascoli Piceno 18 marzo 1979 22ª giornata | Ascoli          | 0 – 0 | Perugia | Stadio Cino e Lillo Del Duca\| Arbitro: \| Lattanzi (Roma) \| |
| Arbitro:                                 | Lattanzi (Roma) |       |         |                                                               |

| Arbitro: | Lapi (Firenze) |

|             |           |                     |
| Ranieri 46’ | Marcatori | 43’ C. Trevisanello |

| Arbitro: | Pieri (Genova) |

|                    |           |  |
| Bettega 22’ (aut.) | Marcatori |  |

| Arbitro: | Paparesta (Bari) |

|                      |           |          |
| Altobelli 13’ (rig.) | Marcatori | 71’ Ambu |

| Arbitro: | D'Elia (Salerno) |

|                                     |           |                                |
| Tavola 10’ Pircher 35’ Bertuzzo 65’ | Marcatori | 35’ Quadri 85’ C. Trevisanello |

| Arbitro: | Pieri (Genova) |

|                 |           |  |
| A. Moro 7’, 78’ | Marcatori |  |

| Ascoli Piceno 29 aprile 1979 28ª giornata | Ascoli              | 0 – 0 | Lanerossi Vicenza | Stadio Cino e Lillo Del Duca\| Arbitro: \| Lo Bello (Siracusa) \| |
| Arbitro:                                  | Lo Bello (Siracusa) |       |                   |                                                                   |

| Arbitro: | Barbaresco (Cormons) |

|           |           |  |
| Sella 25’ | Marcatori |  |

| Ascoli Piceno 13 maggio 1979 30ª giornata | Ascoli         | 0 – 0 | Roma | Stadio Cino e Lillo Del Duca\| Arbitro: \| Pieri (Genova) \| |
| Arbitro:                                  | Pieri (Genova) |       |      |                                                              |

### Coppa Italia

#### Settimo girone
| Arbitro: | Paparesta (Bari) |

|                 |           |             |
| Pruzzo 47’, 64’ | Marcatori | 36’ A. Moro |

| Arbitro: | Patrussi (Ravenna) |

|             |           |           |
| Bellotto 4’ | Marcatori | 42’ Piras |

| 3 settembre 1978 3ª giornata |  | – Turno riposo Ascoli |  |  |

| Arbitro: | Lanese (Messina) |

|  |           |             |
|  | Marcatori | 60’ De Rosa |

| Arbitro: | Materassi (Firenze) |

|             |           |  |
| Vailati 76’ | Marcatori |  |

## Statistiche

### Statistiche di squadra
| Competizione | Punti | In casa | In casa | In casa | In casa | In casa | In casa | In trasferta | In trasferta | In trasferta | In trasferta | In trasferta | In trasferta | Totale | Totale | Totale | Totale | Totale | Totale | DR |
| Competizione | Punti | G       | V       | N       | P       | Gf      | Gs      | G            | V            | N            | P            | Gf           | Gs           | G      | V      | N      | P      | Gf     | Gs     | DR |
| ------------ | ----- | ------- | ------- | ------- | ------- | ------- | ------- | ------------ | ------------ | ------------ | ------------ | ------------ | ------------ | ------ | ------ | ------ | ------ | ------ | ------ | -- |
| Serie A      | 26    | 15      | 6       | 7       | 2       | 14      | 7       | 15           | 1            | 5            | 9            | 12           | 24           | 30     | 7      | 12     | 11     | 26     | 31     | -5 |
| Coppa Italia |       | 2       | 0       | 1       | 1       | 1       | 2       | 2            | 0            | 0            | 2            | 1            | 3            | 4      | 0      | 1      | 3      | 2      | 5      | -3 |
| Totale       |       | 17      | 6       | 8       | 3       | 15      | 9       | 17           | 1            | 5            | 11           | 13           | 27           | 34     | 7      | 13     | 14     | 28     | 36     | -8 |

### Statistiche dei giocatori
| Giocatore            | Serie A  | Serie A | Serie A     | Serie A    | Coppa Italia | Coppa Italia | Coppa Italia | Coppa Italia | Totale   | Totale | Totale      | Totale     |
| Giocatore            | Presenze | Reti    | Ammonizioni | Espulsioni | Presenze     | Reti         | Ammonizioni  | Espulsioni   | Presenze | Reti   | Ammonizioni | Espulsioni |
| -------------------- | -------- | ------- | ----------- | ---------- | ------------ | ------------ | ------------ | ------------ | -------- | ------ | ----------- | ---------- |
| C. Ambu              | 29       | 3       | ?           | ?          | 3            | 0            | ?            | ?            | 32       | 3      | ?           | ?          |
| P. Anastasi          | 24       | 3       | ?           | ?          | 4            | 0            | ?            | ?            | 28       | 3      | ?           | ?          |
| D. Anzivino          | 27       | 1       | ?           | ?          | 3            | 0            | ?            | ?            | 30       | 1      | ?           | ?          |
| G. Bellotto          | 30       | 1       | ?           | ?          | 4            | 1            | ?            | ?            | 34       | 2      | ?           | ?          |
| G. Castoldi          | 12       | 0       | ?           | ?          | 1            | 0            | ?            | ?            | 13       | 0      | ?           | ?          |
| L. Cesaro            | -        | -       | -           | -          | 1            | 0            | ?            | ?            | 1        | 0      | 0+          | 0+         |
| A. Gasparini         | 21       | 0       | ?           | ?          | 2            | 0            | ?            | ?            | 23       | 0      | ?           | ?          |
| F. Landini (II)      | -        | -       | -           | -          | 1            | 0            | ?            | ?            | 1        | 0      | 0+          | 0+         |
| G. Legnaro (I)       | 22       | 0       | ?           | ?          | 3            | 0            | ?            | ?            | 25       | 0      | ?           | ?          |
| G. Marozzi           | 1        | 0       | ?           | ?          | -            | -            | -            | -            | 1        | 0      | 0+          | 0+         |
| A. Moro              | 29       | 6       | ?           | ?          | 4            | 1            | ?            | ?            | 33       | 7      | ?           | ?          |
| E. Perico            | 27       | 1       | ?           | ?          | 4            | 0            | ?            | ?            | 31       | 1      | ?           | ?          |
| D. Pileggi           | 25       | 0       | ?           | ?          | 2            | 0            | ?            | ?            | 27       | 0      | ?           | ?          |
| F. Pulici            | 30       | -31     | ?           | ?          | 4            | -5           | ?            | ?            | 34       | -36    | ?           | ?          |
| G. Quadri            | 19       | 4       | ?           | ?          | 4            | 0            | ?            | ?            | 23       | 4      | ?           | ?          |
| G. Roccotelli        | 10       | 0       | ?           | ?          | 4            | 0            | ?            | ?            | 14       | 0      | ?           | ?          |
| F. Scorsa            | 28       | 0       | ?           | ?          | 4            | 0            | ?            | ?            | 32       | 0      | ?           | ?          |
| C. Trevisanello (II) | 29       | 5       | ?           | ?          | 4            | 0            | ?            | ?            | 33       | 5      | ?           | ?          |